# Turistická značená trasa 8601
 Turistická značená trasa č. 8601 měří 9,5 km; spojuje rozcestí Horáreň Bystré a rozcestí Chabzdová v severní části pohoří Velké Fatry na Slovensku.

## Průběh trasy
Z rozcestí Horáreň Bystré u řeky Váhu vede asi 3 kilometry údolím Bystrého potoka po zpevněné cestě. Potom odbočí do zalesněného svahu vrcholu Pliešky a táhle stoupá až k rozcestí Na Jame, kde se opět vrátí k Bystrému potoku. Podél něj údolím zvolna vystoupá k rozcestí Chabzdová.
| Km  | Místo          | Navazující a křižující trasy | Souřadnice                      | Nadm. výška  |
| --- | -------------- | ---------------------------- | ------------------------------- | ------------ |
| 0,0 | Horáreň Bystré |                              | 49°6′52″ s. š., 19°13′27″ v. d. | 460 m n. m.  |
| 5,9 | Na Jame        | 5603                         | 49°4′12″ s. š., 19°12′45″ v. d. | 866 m n. m.  |
| 9,5 | Chabzdová      | 2704, 0857                   | 49°2′31″ s. š., 19°13′7″ v. d.  | 1180 m n. m. |

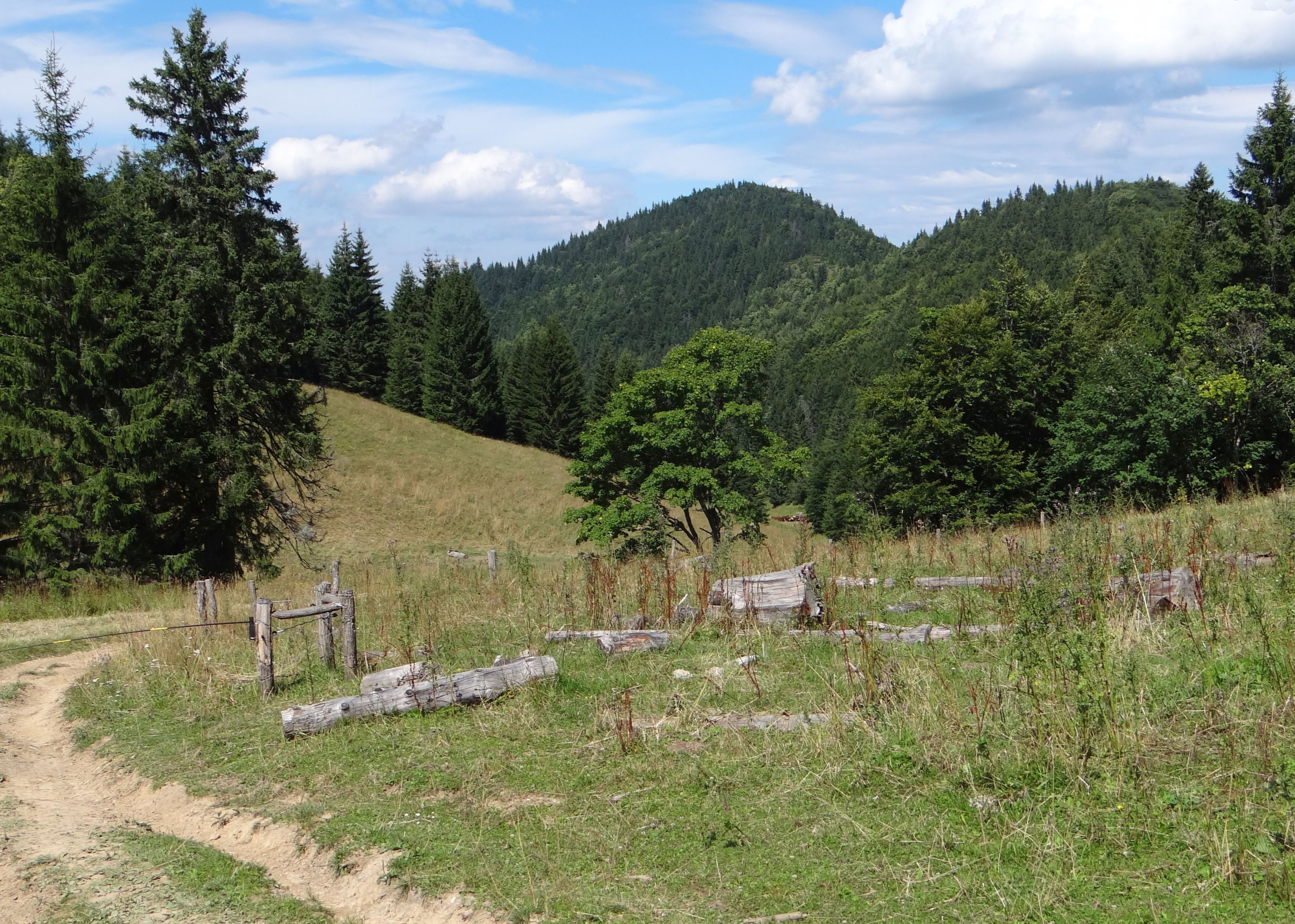
Chabzdová
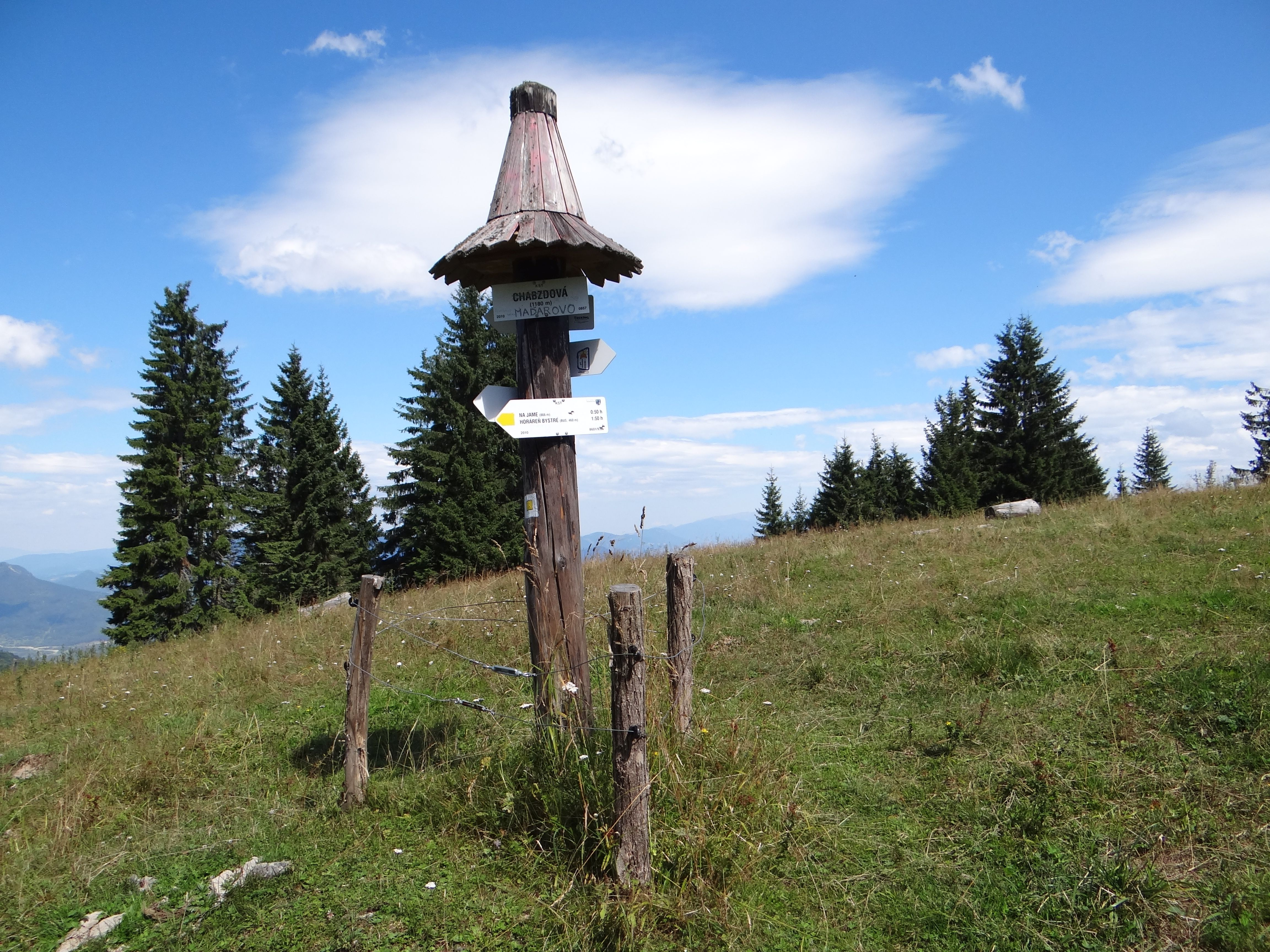
Chabzdová